# Steeler Ruder-Verein
Der Steeler Ruder-Verein (SRG) ist ein Sportverein aus Essen.

## Geschichte und Lage
Der Steeler Ruder-Verein wurde am 1. Juli 1904 in der damals noch selbständigen Stadt Steele gegründet, die 1929 nach Essen eingemeindet wurde. Der erste Holzschuppen zur Lagerung der Boote entstand 1905. 1922 entstand ein steinernes Bootshaus.
Das Bootshaus an der Ruhr befindet sich an der Steeler Ruhr-Promenade bei der Kurt-Schumacher-Brücke. Das Ruderrevier umfasst den Fluss vom Vogelsanger Wehr bis zum Spillenburger Wehr.

## Bekannte Sportler
Erster deutscher Meister des Vereins war 1939 Hermann Klotz.
Volker Zimmnau wurde 1990 Weltmeisterschaftszweiter im Vierer mit Steuermann.